# Rakowiec (Krzyżanowice)

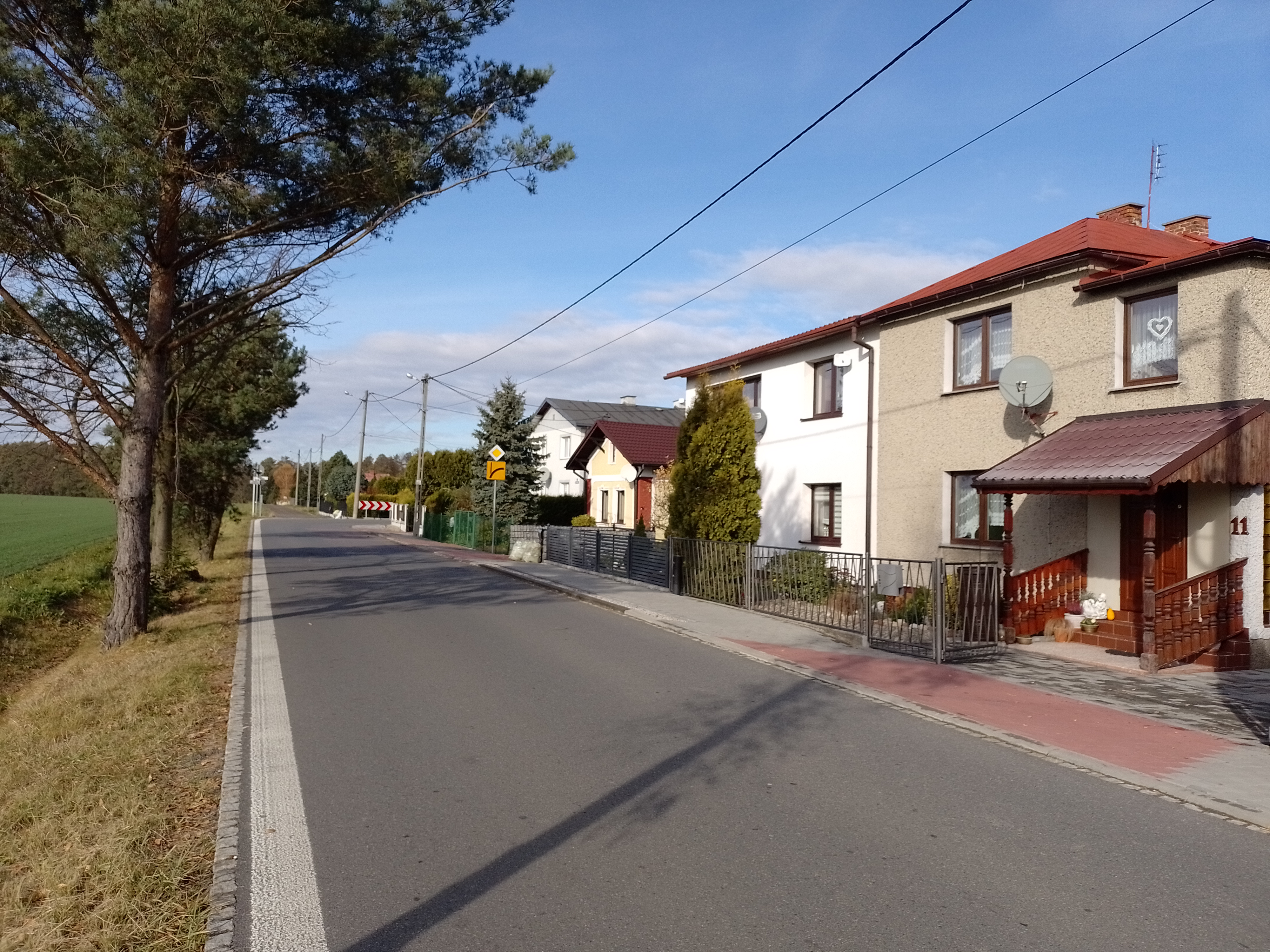
Dorfstraße in Rakowiec

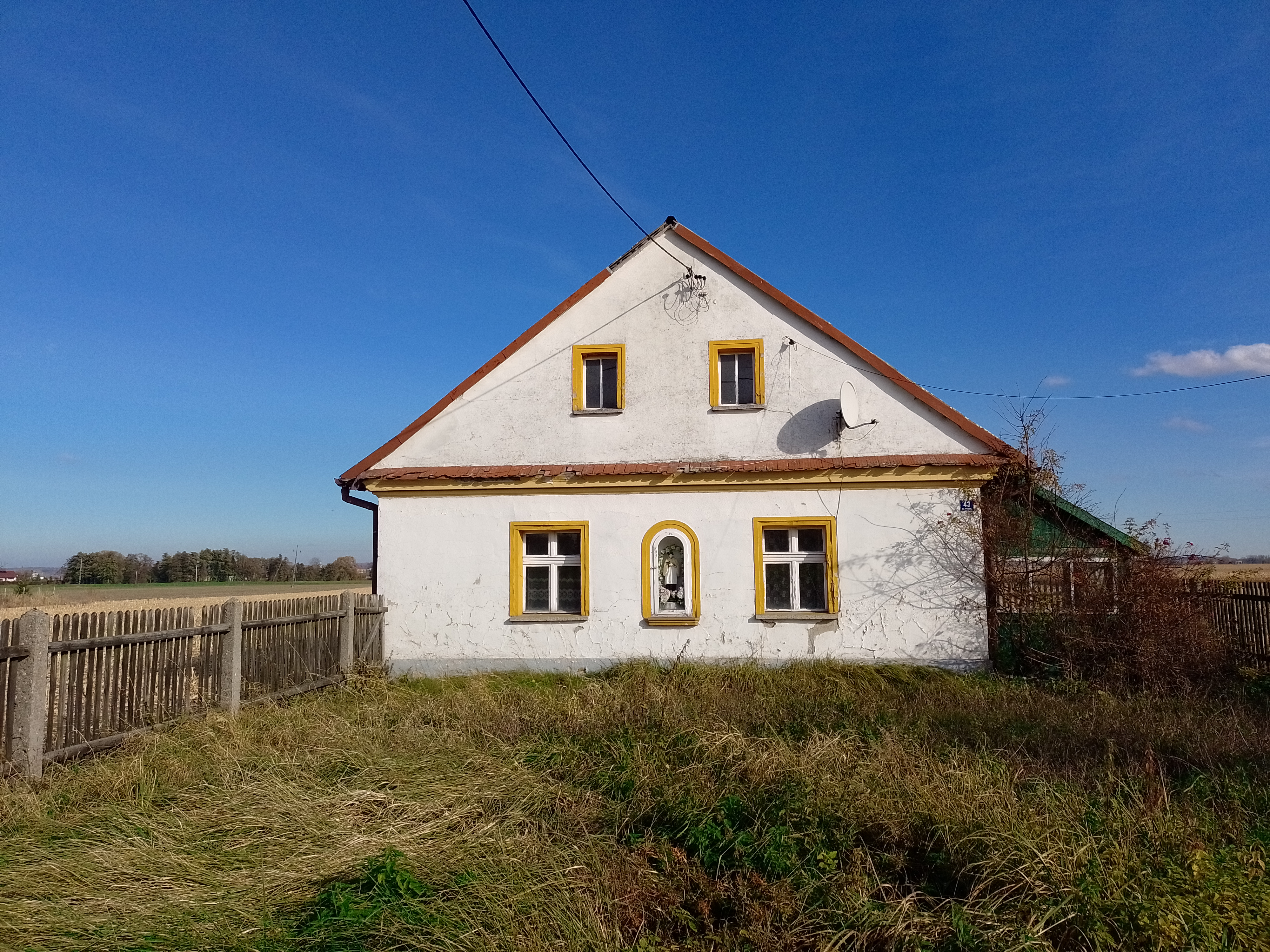
Giebelseite des Hauses Nr. 43

Rakowiec (deutsch: Rakowiec, auch Rakowietz, 1936–1945 Krebsgrund, tschechisch Rakovec) ist eine zum Dorf Rudyszwałd (Ruderswald) gehörige Ansiedlung in der Gemeinde Krzyżanowice (Kreuzenort) im Powiat Raciborski in der Woiwodschaft Schlesien in Polen. Sie befindet sich direkt an der Staatsgrenze zu Tschechien.

## Geografie
Die als Zeilendorf anlegte Kolonie Rakowiec erstreckt sich über einen reichlichen Kilometer entlang der östlichen Seite der zwischen Šilheřovice (Schillersdorf)  und Chałupki (Annaberg) in nördliche Richtung nach Rudyszwałd abzweigenden Straße, an deren unbebauter Westseite die polnisch-tschechische Grenze verläuft. Rakowiec liegt auf einer leichten Anhöhe zwischen den Bächen Šilheřovický potok / Lipinka und Bełk (Belk).
Nachbarorte sind Rudyszwałd im Norden, Zabełków (Zabelkau) im Nordosten, Chałupki, Stare Chałupki (Chalupki), Paseky (Passek) und Antošovice (Antoschowitz) im Südosten, Annin Dvůr (Annahof) im Süden, Šilheřovice im Südwesten, Darkovice (Groß Darkowitz) im Westen sowie Hať (Haatsch) im Nordwesten.

## Geschichte
Die Häuslerkolonie Rakowiec wurde wahrscheinlich in der Mitte des 19. Jahrhunderts auf der Gemarkung von Schillersdorf im preußischen Kreis Ratibor gegründet. Ab Mai 1874 gehörte die Kolonie als Teil der Landgemeinde Schillersdorf zum Amtsbezirk Schillersdorf. 
Im Jahre 1900 hatte Rakowiec 207 Einwohner. Beim Zensus von 1910 lebten in Rakowietz 174 Personen.
Aufgrund des Versailler Vertrages von 1919 wurde Rakowiec zusammen mit Schillersdorf am 4. Februar 1920 als Teil des Hultschiner Ländchens der Tschechoslowakei zugeschlagen; nördlich und östlich der Kolonie verlief die neue deutsch-tschechoslowakische Staatsgrenze. Am 19. Dezember 1922 entschied der Grenzausschuss die noch offen gebliebene Zugehörigkeit der Landgemeinden und Gutsbezirke Sandau, Haatsch und Owschütz. Die Pariser Botschafterkonferenz bestätigte am 23. Januar 1923 den Abtausch der preußischen Landgemeinden und Gutsbezirke Haatsch und Sandau gegen die Kolonie Rakowiec, das Vorwerk Lichtenhof des Gutsbezirks Rohow sowie die Kolonie Podrohowczi der Landgemeinde Rohow.
Am 8. März 1923 wurde die Rückgabe der Kolonie Rakovec/Rakowiec an Preußen vollzogen. Rakowiec wurde der Landgemeinde Ruderswald im Amtsbezirk Kreuzenort zugeordnet. Um 1930 erfolgte die Umgliederung in den Amtsbezirk Annaberg. Im Zuge der Germanisierung von Ortsnamen polnischer Herkunft erhielt die Kolonie Rakowiec 1936 den Namen Krebsgrund. In Folge der Zusammenlegung  der Gemeinden Annaberg und Schurgersdorf mit Ruderswald führte der Amtsbezirk ab September 1939 den neuen Namen Ruderswald.
Nach dem Ende des Zweiten Weltkriegs kam der bisher deutsche Ort 1945 unter polnische Verwaltung, wurde wieder in Rakowiec rückbenannt und der Woiwodschaft Schlesien angeschlossen. Zum 1. Januar 1946 entstand aus den Gromadas Chałupki, Rudyszwałd und Zabełków die Gmina Chałupki. 1950 wurde Rakowiec zusammen mit der Gmina Chałupki der Woiwodschaft Oppeln zugeteilt. Ab dem 4. Oktober 1954 war Rakowiec Teil der Gromada Chałupki, die zum 1. Januar 1973 nach Krzyżanowice eingemeindet wurde. Zwischen 1975 und 1998 gehörte die Kolonie Rakowiec zur Woiwodschaft Katowice und seit der Gebietsreform von 1999 zur Woiwodschaft Schlesien.
Am 14. März 1960 wurde in Rakowiec der für den kleinen Grenzverkehr zugelassene Grenzübergang
Šilheřovice-Rudyszwałd eröffnet, der bis zum 24. Mai 1985 bestand Nach dem Sturz der kommunistischen Regimes 1989 in beiden Staaten wurde der Grenzübergang in Rakowiec wiedereröffnet, die Grenzkontrollen entfielen im Dezember 2007 durch den Beitritt Polens und Tschechiens zum Schengener Abkommen.

## Sehenswürdigkeiten
- Haus Nr. 43, erbaut in der zweiten Hälfte des 19. Jahrhunderts. In einer Giebelseite des Erdgeschosses ist eine Nische mit Heiligenfigur eingelassen.